# 河和口站
河和口站（日语：／ Kōwaguchi eki */?）是位於愛知縣知多郡美濱町，屬於名古屋鐵道（名鐵）的河和線車站。車站編號為KC18。特急列車在過去會過通過此站，現時所有列車均在此站停靠。

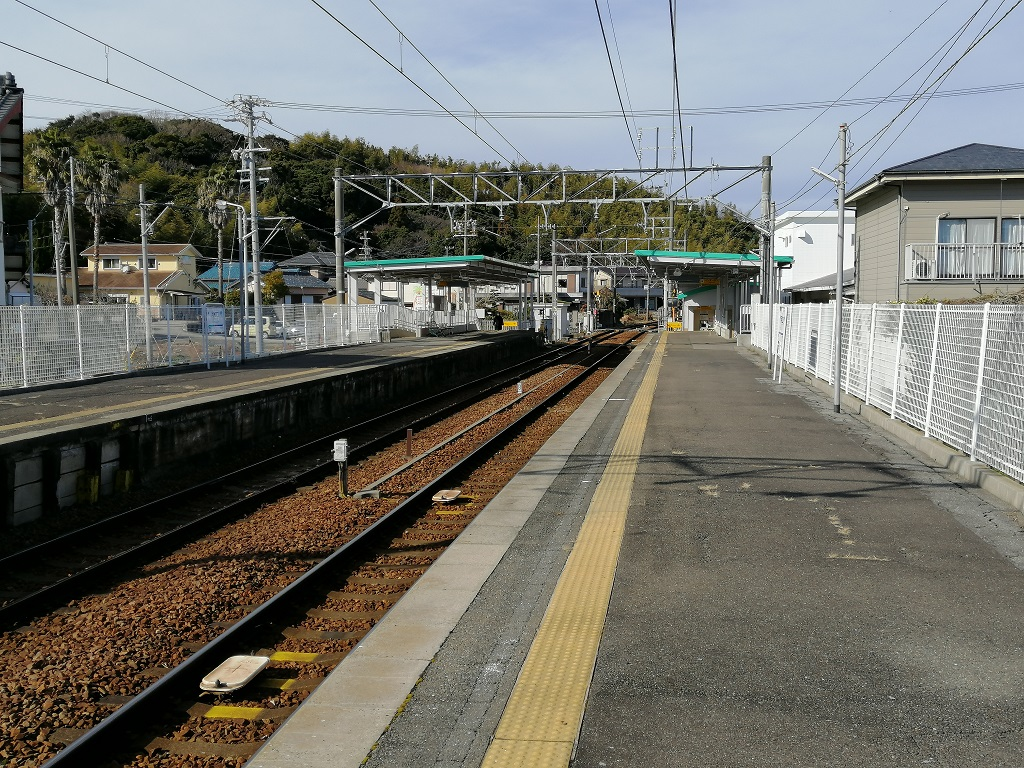
月台 (2022年1月)

## 歷史
- 1932年（昭和7年）7月1日 - 知多鐵道（日语：知多鉄道）成岩站至此站之間開業，此站啟用。
- 1943年（昭和18年）2月1日 - 知多鐵道合併至名古屋鐵道。
- 1985年（昭和60年）2月16日 - 成為無人車站[2]。
- 2007年（平成19年）3月14日 - 車站可以使用交通儲值卡「Trans Pass（日语：トランパス (交通プリペイドカード)）」，同時引入車站集中管理系統。
- 2008年（平成20年）12月27日 - 實施時間表修正，日間的停車班次數目中，由毎小時3班減至毎小時2班。
- 2011年（平成23年）
  - 2月11日 - 車站可以使用「manaca」IC卡。
  - 3月26日 -實施時間表修正，日間的停車班次數目中，回復至毎小時3班（普通、急行、特急各1班）。並成為特急停車站。
- 2012年（平成24年）2月29日 - 車站不可使用交通儲值卡「Trans Pass」。

## 車站構造

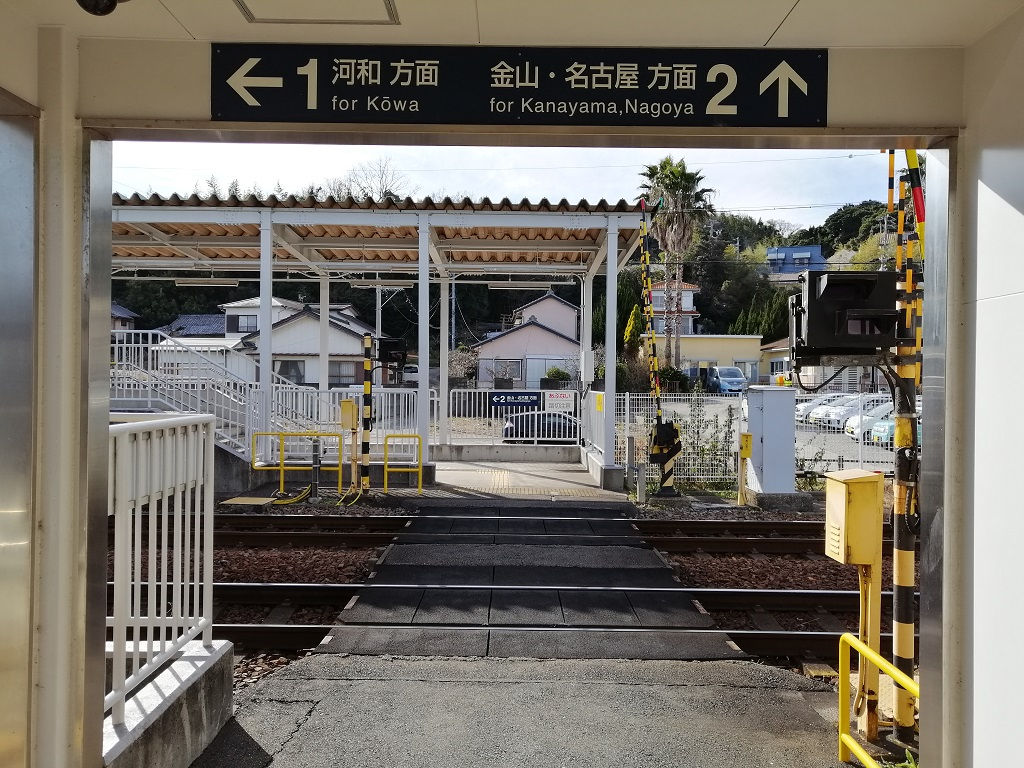
平交道 (2022年1月)

此站為地面車站，設有2面2線的相對式月台。可以進行列車交會。月台只可容納6卡車廂，在8卡編成的列車中，後尾2卡車廂的車門不會打開（選擇性車門操作）。本站為引入車站集中管理系統的無人車站，並且鄰近挖蛤場地和海灘。本站曾經在部分季節設有車站職員當值。出入口位於下行月台近富貴站的一邊，兩月台間則透過站內平交道連接。此站與鄰河和站之間是單線鐵路。
| 月台 | 路線   | 上下行 | 方向                   |
| ---- | ------ | ------ | ---------------------- |
| 1    | 河和線 | 下行   | 河和方向               |
| 2    | 河和線 | 上行   | 太田川、名鐵名古屋方向 |

### 配線圖
| ← 太田川、 名古屋方向 | 河和口站及河和站 站內配線略圖 |  |
| 图例 参考文献：       |                               |  |

## 使用狀況
- 在中提及在2013年度，當時1日平均上下車人次為558人，在名鐵所有車站（275站）排名第255，河和線、知多新線（24站）中排名第22[5]。
- 在中提及在1992年度，當時1日平均上下車人次為788人，除岐阜市內線均一車費區間內各站（岐阜市內線、田神線、美濃町線徹明町站至琴塚站之間）外名鐵所有車站（342站）中排名第243，河和線、知多新線（26站）中排名第19[6]。
- 在中提及，在2018年度1日平均乘車人次為306人[1]，在知多新線與河和線車站中，最少乘客使用的車站，在每一次統計時使用人次都有減少。雖然現時包括特急也停站，提高方便性，但是由於周邊地方偏僻，使使用人次不斷減少。

## 車站周邊
- 時志觀音

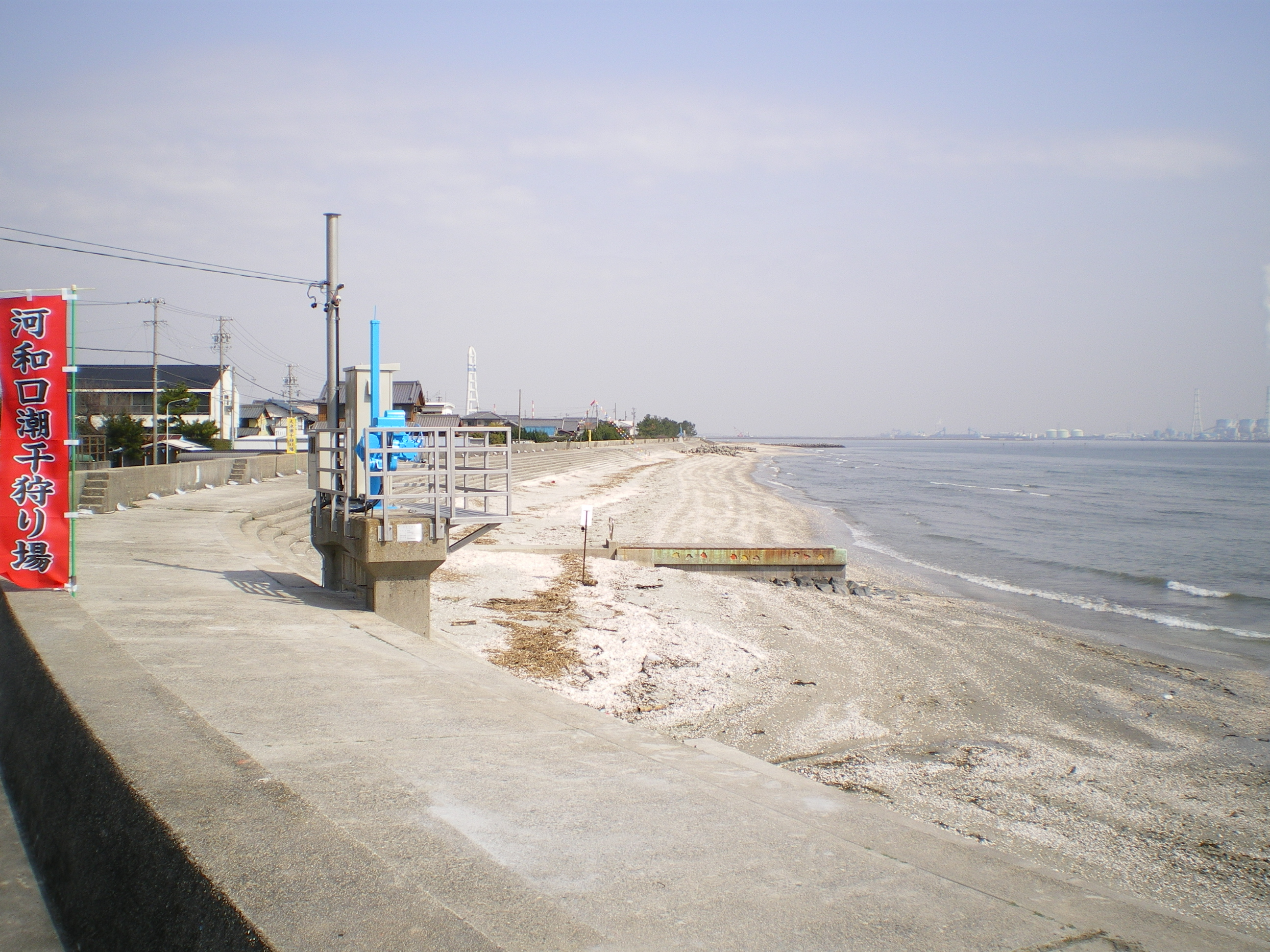
河和口挖蛤場地

- 河和線在此站附近靠近海邊行走。在此駅出口前面的國道247號（日语：国道247号）對面為海邊。在每年部分時段是挖蛤（日语：潮干狩り）季節。在車站旁設有咖啡廳和河和口海灘。
- 美濱橙線的出入口。

### 巴士路線
- 美濱町巡回迷你巴士 東部路線

## 相鄰車站
名古屋鐵道
 河和線
■特急、□快速急行、■急行、■準急、■普通
富貴（KC17）－河和口（KC18）－河和（KC19）
在此站與河和站之間曾設有時志站，在此站與富貴站之間曾設有布土站，均現已廢止。

## 注腳
1. 1 2   (PDF).   [2020-03-15]. （原始内容存档 (PDF)于2019-09-27）.
2. ↑  寺田裕一. . Neko出版. 2013: 256. ISBN 978-4777013364.
3. 1 2  駅時刻表：名古屋鉄道・名鉄バス[]，2019年3月24日參閲
4. ↑  電氣車研究會，『鐵道畫刊』通卷第816號 2009年3月 臨時特刊號 「特集 - 名古屋鉄道」，卷末收錄「名古屋鐵道 配線略圖」
5. ↑  名鐵120年史編纂委員會事務局（編）. . 名古屋鐵道. 2014: 160–162.
6. ↑  名古屋鐵道廣報宣傳部（編）. . 名古屋鐵道. 1994: 651–653.

## 外部連結
- 河和口 - 名古屋鐵道